# Nati nel 1653
| Questa pagina contiene informazioni ricavate automaticamente dalle voci biografiche con l'ausilio del template Bio e di un bot. L'aggiornamento è periodico e automatico e ricostruisce completamente la pagina. Se manca una persona in questa lista, sei pregato di non aggiungerla, ma accertati piuttosto che la sua voce biografica contenga il template Bio e che i dati anagrafici siano correttamente compilati. Se il template Bio manca, inseriscilo tu stesso o, in alternativa, metti l'avviso {{tmp\|Bio}} che ne segnala la mancanza. Se i dati riportati sono sbagliati, correggi direttamente la voce biografica; le modifiche saranno visibili in questa lista entro pochi giorni. Per chiarimenti vedi il progetto biografie. La lista contiene solo le 83 persone che sono citate nell'enciclopedia e per le quali è stato implementato correttamente il template Bio. Pagina aggiornata al 31 ago 2024. |

## Gennaio(6)
- 6 gennaio - Cristiano di Sassonia-Eisenberg, nobile tedesco († 1707)
- 10 gennaio - Gerolamo Frigimelica, architetto, librettista e poeta italiano († 1732)
- 11 gennaio - Gaspar de la Cerda Sandoval Silva y Mendoza, nobile spagnolo († 1697)
- 11 gennaio - Paolo Alessandro Maffei, antiquario e scrittore italiano († 1716)
- 12 gennaio - Anton Maria Salvini, grecista italiano († 1729)
- 17 gennaio - Giovanni Battista Scapitta, architetto italiano

## Febbraio(4)
- 12 febbraio - Giovanni Francesco Grossi, cantante italiano († 1697)
- 14 febbraio - José Gasch, religioso e arcivescovo cattolico spagnolo († 1729)
- 17 febbraio - Arcangelo Corelli, compositore e violinista italiano († 1713)
- 22 febbraio - Vidal Marín del Campo, vescovo cattolico spagnolo († 1709)

## Marzo(4)
- 1º marzo - Jean-Baptiste-Henri de Valincourt, letterato francese († 1730)
- 1º marzo - Pacifico da San Severino, religioso, presbitero e santo italiano († 1721)
- 10 marzo - John Benbow, ammiraglio inglese († 1702)
- 17 marzo - Giovanni Anastasi, pittore italiano († 1704)

## Aprile(5)
- 2 aprile - Giorgio di Danimarca, nobile († 1708)
- 6 aprile - Federico Luigi di Schleswig-Holstein-Sonderburg-Beck, ufficiale tedesco († 1728)
- 19 aprile - Lorenz Beger, giurista, numismatico e archivista tedesco († 1705)
- 25 aprile - Benedetto Pamphilj, cardinale e librettista italiano († 1730)
- 26 aprile - Jan Vaerman, matematico fiammingo († 1731)

## Maggio(7)
- 4 maggio - Sofia Elisabetta di Schleswig-Holstein-Sonderburg-Wiesenburg, nobildonna tedesca († 1684)
- 8 maggio - Claude Louis Hector de Villars, generale francese († 1734)
- 13 maggio - Giuseppe Maria Mazza, scultore e pittore italiano († 1741)
- 15 maggio - Arnold de Ville, ingegnere e imprenditore francese († 1722)
- 21 maggio - Eleonora Maria Giuseppina d'Austria, regina († 1697)
- 24 maggio - Salvatore Bianchi, pittore italiano († 1727)
- 30 maggio - Claudia Felicita d'Austria, sovrana († 1676)

## Giugno(6)
- 1º giugno - Georg Muffat, organista e compositore tedesco († 1704)
- 1º giugno - Abraham Sharp, matematico e astronomo inglese († 1742)
- 12 giugno - Amalia di Curlandia, nobile († 1711)
- 16 giugno - James Bertie, I conte di Abingdon, nobile inglese († 1699)
- 22 giugno - André-Hercule de Fleury, cardinale, vescovo cattolico e politico francese († 1743)
- 30 giugno - Cristina Guglielmina d'Assia-Homburg, nobildonna († 1722)

## Luglio(2)
- 7 luglio - Charles-François de Vintimille du Luc, politico francese († 1740)
- 25 luglio - Jacques-Philippe Ferrand, pittore e miniatore francese († 1732)

## Agosto(6)
- 9 agosto - John Oldham, poeta inglese († 1683)
- 10 agosto - Louis Pécour, danzatore e coreografo francese († 1729)
- 10 agosto - Edward Russell, I conte di Orford, ammiraglio britannico († 1727)
- 14 agosto - Christopher Monck, II duca di Albemarle, militare e politico inglese († 1688)
- 18 agosto - Giulio Sigismondo di Württemberg-Juliusburg, generale prussiano († 1684)
- 21 agosto - Francesco Maria Imperiale, doge italiano († 1736)

## Settembre(4)
- 2 settembre - Giovanni Antonio Matera, scultore italiano († 1718)
- 10 settembre - Domenico Sabbatino, vescovo cattolico e teologo italiano († 1721)
- 21 settembre - Alfonso de Aguilar, cardinale spagnolo († 1699)
- 24 settembre - Prospero Marefoschi, cardinale e arcivescovo cattolico italiano († 1732)

## Ottobre(6)
- 5 ottobre - Daniele Dolfin, cardinale e arcivescovo cattolico italiano († 1704)
- 8 ottobre - Michel Baron, attore teatrale e drammaturgo francese († 1729)
- 10 ottobre - Antonio Günther II di Schwarzburg-Sondershausen-Arnstadt, nobile († 1716)
- 14 ottobre - Marie Poussepin, religiosa francese († 1744)
- 16 ottobre - Domenico Maria Bonavera, incisore italiano († 1731)
- 20 ottobre - Charles-François Poerson, pittore francese († 1725)

## Novembre(4)
- 9 novembre - Jean-Baptiste Belin, pittore francese († 1715)
- 11 novembre - Carlo Ruzzini, doge († 1735)
- 18 novembre - Giberto da Correggio di Maurizio, nobile italiano († 1707)
- 19 novembre - Cristiano II di Sassonia-Merseburg, duca († 1694)

## Dicembre(7)
- 3 dicembre - Giovanni Battista Tolomei, cardinale, filosofo e teologo italiano († 1726)
- 5 dicembre - Giovanni Canti, pittore italiano († 1716)
- 12 dicembre - Jeremias Süßner, scultore tedesco († 1690)
- 15 dicembre - Andreas Stübel, teologo, filosofo e pedagogista tedesco († 1725)
- 21 dicembre - Tommaso Aldrovandini, pittore italiano († 1736)
- 26 dicembre - Johann Conrad Peyer, anatomista svizzero († 1712)
- 28 dicembre - Benedetto Cappello, politico e funzionario italiano († 1701)

## Senza giorno specificato(22)
- Anu Khatun, regina mongola († 1696)
- Giuseppe Maria d'Altemps, IV duca di Gallese, nobile italiano († 1713)
- Giovanni Bassignano, architetto e ingegnere italiano († 1717)
- Claude Bertin, scultore francese († 1705)
- Francesco Bertinetti, medaglista italiano († 1686)
- John Campbell, editore britannico († 1728)
- Thomas D'Urfey, drammaturgo e poeta britannico († 1723)
- Domenico Maria De Mari, doge italiano († 1726)
- Mathurin Desmarestz, pirata francese († 1700)
- Angelo Massarotti, pittore italiano († 1723)
- Baltasar de Mendoza y Sandoval, vescovo cattolico spagnolo († 1727)
- Chikamatsu Monzaemon, scrittore e drammaturgo giapponese († 1724)
- Gilles Charles des Nos, ammiraglio francese († 1726)
- Johann Pachelbel, musicista, compositore e organista tedesco († 1706)
- Samuel Parris, pastore protestante inglese († 1720)
- Arnold Quellinus, scultore fiammingo († 1686)
- Giuseppe Serpotta, scultore e stuccatore italiano († 1719)
- Sante Vandi, pittore italiano († 1716)
- Caspar van Wittel, pittore olandese († 1736)
- Yves d'Alègre, generale francese († 1733)
- Augustin-Charles d'Aviler, architetto e scrittore francese († 1701)
- Cesare Ignazio d'Este, nobile italiano († 1713)